# 谢晓尧
谢晓尧（1952年10月—），男，汉族，贵州贵阳人，中华人民共和国政治人物，曾任贵州师范大学副校长，贵州省政协副主席，中国致公党中央委员会常务委员，第十二届全国政协委员。